# 阿纳失失里

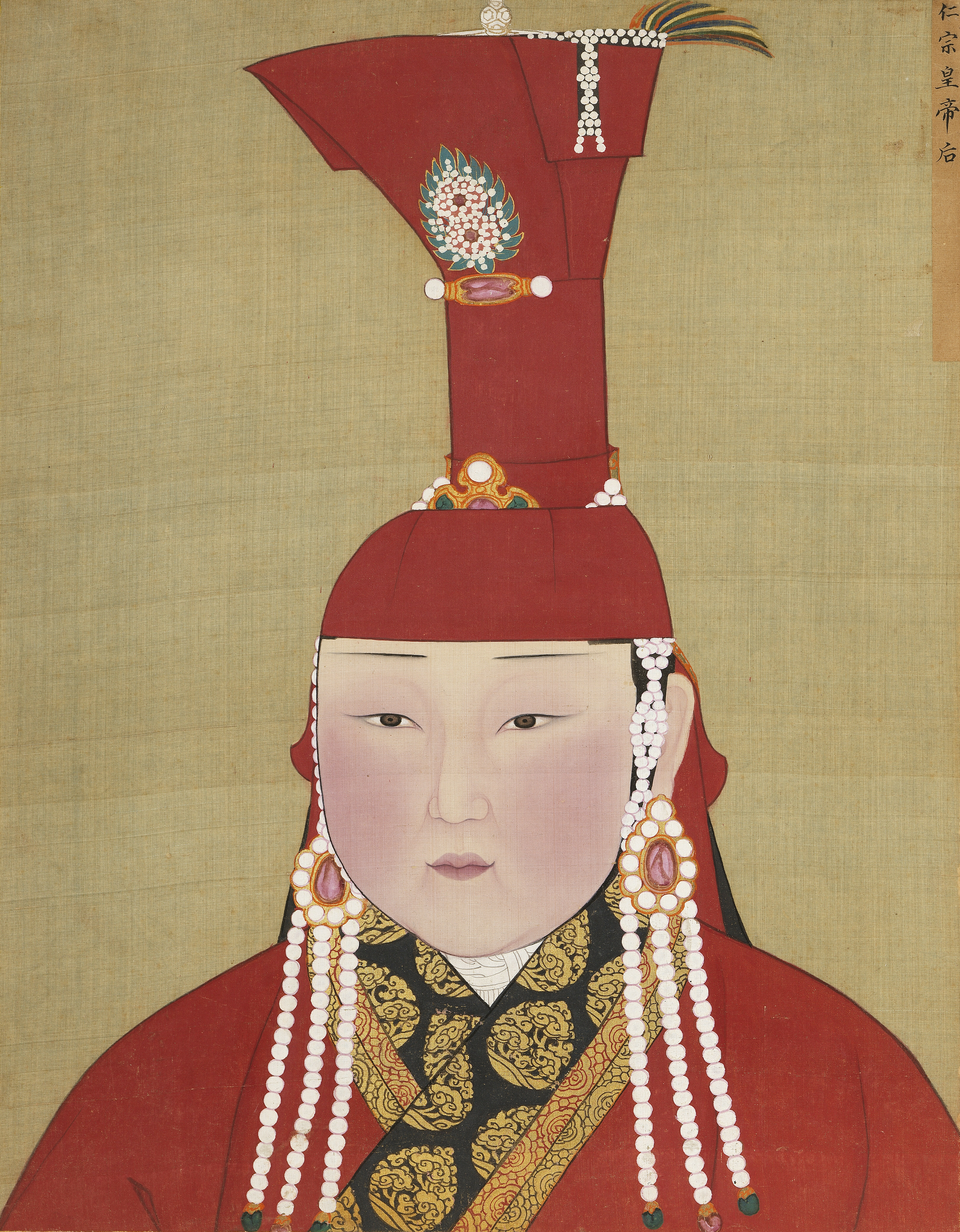
阿纳失失里

阿纳失失里（13世纪—1322年），弘吉剌氏，元仁宗爱育黎拔力八达皇后，生元英宗硕德八剌。
出生年份没有记载。1302年生元英宗。皇庆二年（1313年）三月，册阿纳失失里为皇后，上册宝，遣官员在南郊及太庙祭告天地。改典内院为中政院，官秩正二品。延祐七年正月二十一日（1320年3月1日），仁宗驾崩。1320年4月19日，英宗即位，上阿纳失失里尊号皇太后，册文是：
坤承乾德，所以著两仪之称；母统父尊，所以崇一体之号。故因亲而立爱，宜考礼以正名。恭惟圣母，温慈惠和，淑哲端懿。上以奉宗祧之重，下以叙伦纪之常。恢王化于二南，嗣徽音于三母。辅佐先考，忧勤警戒之虑深；拥佑眇躬，抚育提携之恩至。迨于今日，绍我丕基。规摹一出于慈闱，付托益彰于祖训。致天下之养以为乐，未足尽于孝心；极域中之大以为尊，庶可称其懿美。式遵贵贵之义，用罄亲亲之情。谨遣某官某奉册，上尊号曰皇太后。伏惟周宗绵绵，长信穆穆，备《洛书》之锡福，粲坤极之仪天。启佑后人，永锡胤祚
第二天，皇太后于兴圣宫受百官朝贺。
至治二年（1322年）阿纳失失里驾崩，元英宗上谥号为庄懿慈圣皇后，升祔仁宗庙。其册文是：
致孝所以扬亲，易名所以表行。矧为天下母而养弗逮，履天子位而报则丰。曷胜孺慕之心，必尽钦崇之礼。钦惟先皇太后，夙明壸则，克嗣徽音。辅佐先朝，有恭俭节用之实；诞育眇质，有劬劳顾复之恩。九族咸育于仁，四海仰遵其化。昊天不吊，景命靡融。怆圣善之长违，念风猷之未泯。是用揄扬于彤史，正宜敷绎于宝慈。爰据彝经，追严徽号。谨遣摄太慰某官某奉玉册玉宝，上尊号曰庄懿慈圣皇后。伏惟淑灵如在，合飨太宫。鉴格孔昭，膺兹巨典。阴相丕祚，亿万斯年。
泰定四年（1327年）八月，元泰定帝改谥宣慈惠圣皇后。

## 延伸阅读
[在维基数据编辑]
 《元史·卷114》，出自宋濂《元史》
 《新元史/卷104》，出自柯劭忞《新元史》